# Nordea
Nordea este o companie de servicii financiare cu sediul în Helsinki, al cărei profit în 2006 a fost de 3,15 miliarde €.